# Musakola
Musakola o (Musacola) es un barrio de Mondragón en la provincia de Guipúzcoa. Se encuentra situado al este de este municipio, en dirección Vergara. Comienza en las casas de Legarre y concluye en el caserío Garratz y el polígono industrial de Kataide. Hasta la década de los 50 era un barrio rural, pero con el desarrollo industrial de la villa el núcleo se transformó completamente y fueron levantándose las barriadas de las Casas de la Unión Cerrajera (Mondragón), San Antolín, San Lorenzo, Santa Teresa,... y diversos pabellones industriales y centros comerciales como los de Kataide y Zabaleta.

## Fiestas
Las fiestas patronales de este barrio se celebran en mayo en honor a San Isidro Labrador, lo que evidencia la hasta ahora gran tradición agrícola de ese barrio, pues San Isidro es el patrón de los agricultores.
Unas fiestas con gran aceptación por parte del pueblo de Mondragón, hasta el punto de ser consideradas las mejores fiestas de Mondragón. Existe una gran tradición y un gran trabajo por parte de la alcaldía del barrio.
Toda la información sobre musakola y sus festejos la podéis encontrar en https://musakola.com/, donde se incluye información e imágenes sobre las fiestas y otros eventos.

## Caseríos
Actualmente se mantienen en pie los caseríos:
| - Altxibar - Antoña Etxebarri - Aranguren - Arbe - Axerikua |  | - Barrenazar - Egiaundi - Garratz - Ibaiondo - Masua edo Agerre Etxebarri |  | - Mojategi - Osinalde - Saburdi - Txokorro - Zabaleta |

## Arte
| - Iglesia de San Isidro - Cristo crucificado de la Iglesia de Santa Teresay |  | - Escultura del burro en el parque Arruena. - Ruinas de la Casa de Etxezarreta |

## Parques
| - Arruena - Etxezarreta |

## Alcaldes pedáneos
Actualmente Musakola cuenta con dos alcaldes pedáneos, uno para el ámbito urbano y otro para el rural.
| - Zona urbana: Mikel San Miguel |  | - Zona rural: Esperanza Agiriano |

- Datos: Q9046761